# Laudonovac
Laudonovac (cyr. Лаудоновац) – wieś w Serbii, w Wojwodinie, w okręgu południowobanackim, w gminie Plandište. W 2011 roku liczyła 21 mieszkańców.